# Karl Franzewitsch Albrecht
Karl Franzewitsch Albrecht (russisch Карл Францевич Альбрехт) (* 27. August 1807 in Posen; † 24. Februar 1863 in Gattschina (russisch Га́тчина), 45 km entfernt von Sankt Petersburg) war ein deutsch-russischer Komponist.
Albrecht studierte bei Joseph Schnabel in Breslau und wirkte dann ab 1825 als Geiger im Breslauer Theater. 1835 wurde er nach einer Tätigkeit als Korrepetitor des Chors des Düsseldorfer Theaters selbständiger Dirigent einer Opernkompanie in Düsseldorf. 1838 wurde er als Dirigent der Oper und der Philharmonischen Konzerte nach St. Petersburg berufen. Ab 1850 war er Gesangslehrer der Waisenanstalt in Gattschina.
Sein Sohn Konstantin Karlowitsch Albrecht (1836–1893) war Cellist und Komponist in Moskau.
Von Albrecht sind eine Messe, ein Ballett und drei Streichquartette überliefert. Weitere Werke gelten als verschollen.